# Gradovrh (časopis)
Gradovrh je godišnjak Matice hrvatske, ogranak Tuzla. Časopis je za književno-jezična, društvena i prirodoznanstvena pitanja. Osnovan je 2004. godine. Glavna urednica je Marica Petrović. Uredništvo čine Marica Petrović, Biljana Stahov, Alen Matošević, Petar Matanović, Marinko Mrkonjić, Romeo Knežević, Ivan Bosankić, Tamara Božić, Julijana Kovačević, Danijel Barišić. Lektura Biljana Stahov. ISSN 1840-0477 (COBISS.BH)
Časopis je indeksiran u CEEOL bazi.

## Vanjske poveznice
- WorldCat
- CEEOL